# Yves Nza-Boutamba
Yves Nza-Boutamba (27 gennaio 1974) è un ex calciatore gabonese, di ruolo centrocampista.

## Carriera

### Nazionale
Ha debuttato in Nazionale il 27 aprile 1997, in Ghana-Gabon (3-0). Ha messo a segno la sua prima rete con la maglia della Nazionale il 20 giugno 1999, in Mauritius-Gabon (2-2), siglando la rete del momentaneo 0-1 al minuto 34 del primo tempo. Ha partecipato, con la Nazionale, alla Coppa d'Africa 2000. Ha collezionato in totale, con la maglia della Nazionale, quattro presenze e una rete.

## Statistiche

### Cronologia presenze e reti in Nazionale
| Cronologia completa delle presenze e delle reti in nazionale ― Gabon | Cronologia completa delle presenze e delle reti in nazionale ― Gabon | Cronologia completa delle presenze e delle reti in nazionale ― Gabon | Cronologia completa delle presenze e delle reti in nazionale ― Gabon | Cronologia completa delle presenze e delle reti in nazionale ― Gabon | Cronologia completa delle presenze e delle reti in nazionale ― Gabon | Cronologia completa delle presenze e delle reti in nazionale ― Gabon | Cronologia completa delle presenze e delle reti in nazionale ― Gabon |
| Data                                                                 | Città                                                                | In casa                                                              | Risultato                                                            | Ospiti                                                               | Competizione                                                         | Reti                                                                 | Note                                                                 |
| -------------------------------------------------------------------- | -------------------------------------------------------------------- | -------------------------------------------------------------------- | -------------------------------------------------------------------- | -------------------------------------------------------------------- | -------------------------------------------------------------------- | -------------------------------------------------------------------- | -------------------------------------------------------------------- |
| 27-04-1997                                                           | Accra                                                                | Ghana                                                                | 3 – 0                                                                | Gabon                                                                | Qual. Mondiali 1998                                                  | -                                                                    | 83’                                                                  |
| 10-04-1999                                                           | Libreville                                                           | Gabon                                                                | 1 – 0                                                                | Sudafrica                                                            | Qual. Coppa d'Africa 2000                                            | -                                                                    | 85’                                                                  |
| 06-06-1999                                                           | Libreville                                                           | Gabon                                                                | 3 – 1                                                                | Angola                                                               | Qual. Coppa d'Africa 2000                                            | -                                                                    | 88’                                                                  |
| 20-06-1999                                                           | Les Avirons                                                          | Mauritius                                                            | 2 – 2                                                                | Gabon                                                                | Qual. Coppa d'Africa 2000                                            | 1                                                                    | 34’                                                                  |
| Totale                                                               |                                                                      | Presenze                                                             | 4                                                                    |                                                                      | Reti                                                                 | 1                                                                    |                                                                      |